# Confraternita del Sacro Cuore di Gesù
La confraternita del Sacro Cuore di Gesù, conosciuta anche come confraternita dei Flagellanti, confraternita dei Disciplinanti, confraternita dei Sacconi, o anticamente come confraternita dei Penitenti per la vicinanza all'ordine francescano, è una confraternita di San Ginesio, fondata nel 1365 e soppressa con l'arrivo di Napoleone Bonaparte. Rifondata nel 1820, è devota al Sacro Cuore di Gesù.

## Storia
La prima fonte storica della confraternita risale all'anno 1338, quando il ginesino Angelillo di Matteo avanzò l'istanza al Capitolo Vaticano, a nome della confraternita, di costruire una chiesa con ospedale nel terreno lasciato in contrada Vallevetica dal concittadino Nunzio Cecchi Benvenuti. Cedendo alla richiesta, il Capitolo concedé la possibilità di edificare in quel campo e lasciò in gestione tutti i lasciti alla confraternita. Terminata la costruzione dell'edificio sacro nel 1365, conosciuto oggi come Complesso Monumentale dei Santi Tommaso e Barnaba, la confraternita vi spostò la sua sede, originariamente situata nell'oratorio di San Girolamo, che verrà occupato poi da alcune donne religiose, che lo trasformeranno in un monastero, dando vita cosi all'ordine delle Evangeliche. Tra la confraternita e le monache evangeliche si creò un rapporto benevolo che portò i due ordini a collaborare tra loro.
L'adesione alla confraternita crebbe sempre di più, raggiungendo i 242 membri nel 1456, sotto il priorato di Matteo Petrelli De Rossi, comportando così delle modifiche nella gestione organizzativa. Ciò portò all'affiancamento del priore di tre figure, due consiglieri e un cappellano. Nel 1457, trovandosi in difficoltà economica, la confraternita decise di edificare un ospedale insieme al governo di San Ginesio e alla confraternita della Scopa, chiamato Ospedale di San Paolo, venduto poi alla confraternita del Santissimo Sagramento nel 1547.
Nel XVI secolo, essendo esonerata dalla giurisdizione del vescovo di Camerino, poiché direttamente controllata dal Capitolo Vaticano, e trovandosi in una sede costruita isolata dal resto del paese, nella confraternita si diffusero vari idee provenienti dal luteranesimo, promosse anche dall'allora priore Matteo Gentili, la cui famiglia fin dall'origine dell'ordine religioso vi restò connessa. Negli anni 1575 e 1579 l'Inquisizione, venuta a conoscenza di ciò, condannò per eresia alcuni confratelli, mentre altri, come Matteo e Alberico Gentili, riuscirono a fuggire e a salvarsi.
La confraternita restò attiva fino all'arrivo di Napoleone Bonaparte, quando a causa delle restrizioni promulgate dal Regno d'Italia, fu costretta a sciogliersi. Prima del suo ricongiungimento, avvenuto nel 1819 per mano del vescovo Nicola Mattei Baldini e del sacerdote Gaspare del Bufalo, molto documenti riposti nella chiesa vennero dispersi. Una volta ripristinato l'ordine secondo lo statuto della confraternita del Sacro Cuore di Gesù della chiesa di San Teodoro al Palatino, nel 1820 venne unita con la corrispettiva romana, per poi dividersi nel 1823 dopo che i confratelli ginesini vollero ripristinare il vecchio regolamento.